# Малков, Вадим Евгеньевич
Вадим Евгеньевич Малков (11 сентября 1912, Каминское, Оренбургская губерния — 20 января 1994, Москва) — советский поэт-песенник, капитан пограничных войск, педагог.

## Биография
Вадим Малков родился 11 сентября 1912 года в селе Каминском, Каминской волости Челябинского уезда Оренбургской губернии, ныне село Каминское входит в Куртамышский муниципальный округ Курганской области. Племянник писателя Алексея Кузьмича Югова.
В 1923 году переехал с матерью в Москву к родственникам. Стихи начал писать ещё будучи студентом Государственного центрального ордена Ленина института физической культуры, который окончил в 1936 году. Работал преподавателем и тренером.
Участвовал в охране западных границ СССР, борьбе с вооружёнными бандитами в Литве.
Участник Великой Отечественной войны, прошёл её с 1941 по 1945 годы, капитан пограничных войск.
В 1942 году в газете «Комсомольская правда» было напечатано его первое стихотворение «Снайпер». С тех пор армейская тема стала главной в его творчестве. Во время Великой Отечественной войны стихи В. Малкова печатались в армейских многотиражках, позднее — в журналах «Пограничник», «На смену», «Советский воин». Первая песня на стихи Малкова появилась в 1944 году, написанная в содружестве с композитором Анатолием Григорьевичем Новиковым. Большинство его произведений посвящены защитникам Родины, дозорным границ, солдатскому долгу, боевой дружбе моряков.
Служил в 164-м полку войск НКВД по охране особо важных объектов. Служил преподавателем в Московском пограничном военном училище МГБ СССР. Демобилизован в 1951 году.
Вместе с композитором Юрием Слоновым в 1959 году участвовал в дальнем походе вокруг Европы на военном корабле, где и была ими написана знаменитая песня «Шумит волна, звенит струна». На его слова написано более двухсот песен. Музыку создавали такие известные композиторы-песенники, как Б. Мокроусов, А. Островский, Ю. Слонов, А. Долуханян, С. Туликов, Л. Бакалов, С. Кац, В. Мурадели и другие. Песни на стихи Вадима Евгеньевича Малкова прочно вошли в репертуар многих исполнителей и ансамблей. Они неоднократно премировались на Всесоюзных конкурсах на лучшую патриотическую песню.
Вадим Евгеньевич Малков умер 20 января 1994 года в Москве, похоронен на Ваганьковском кладбище.

## Изданные книги
- «Сосны шумят». Военное издательство Министерства обороны СССР, 1964.
- «Голос сердца». Всесоюзное издательство «Советский композитор», 1978.
- «Солдаты границ». Военное издательство Министерства обороны СССР, 1982.

## Награды
- Орден Отечественной войны II степени, 6 апреля 1985 года[6]
- медали, в т.ч.
  - Медаль «За отвагу»
  - Медаль «За победу над Германией в Великой Отечественной войне 1941—1945 гг.»

## Семья
- Жена — Елизавета Сергеевна.
- Две дочери — Марина и Ирина.